# غار الدماء

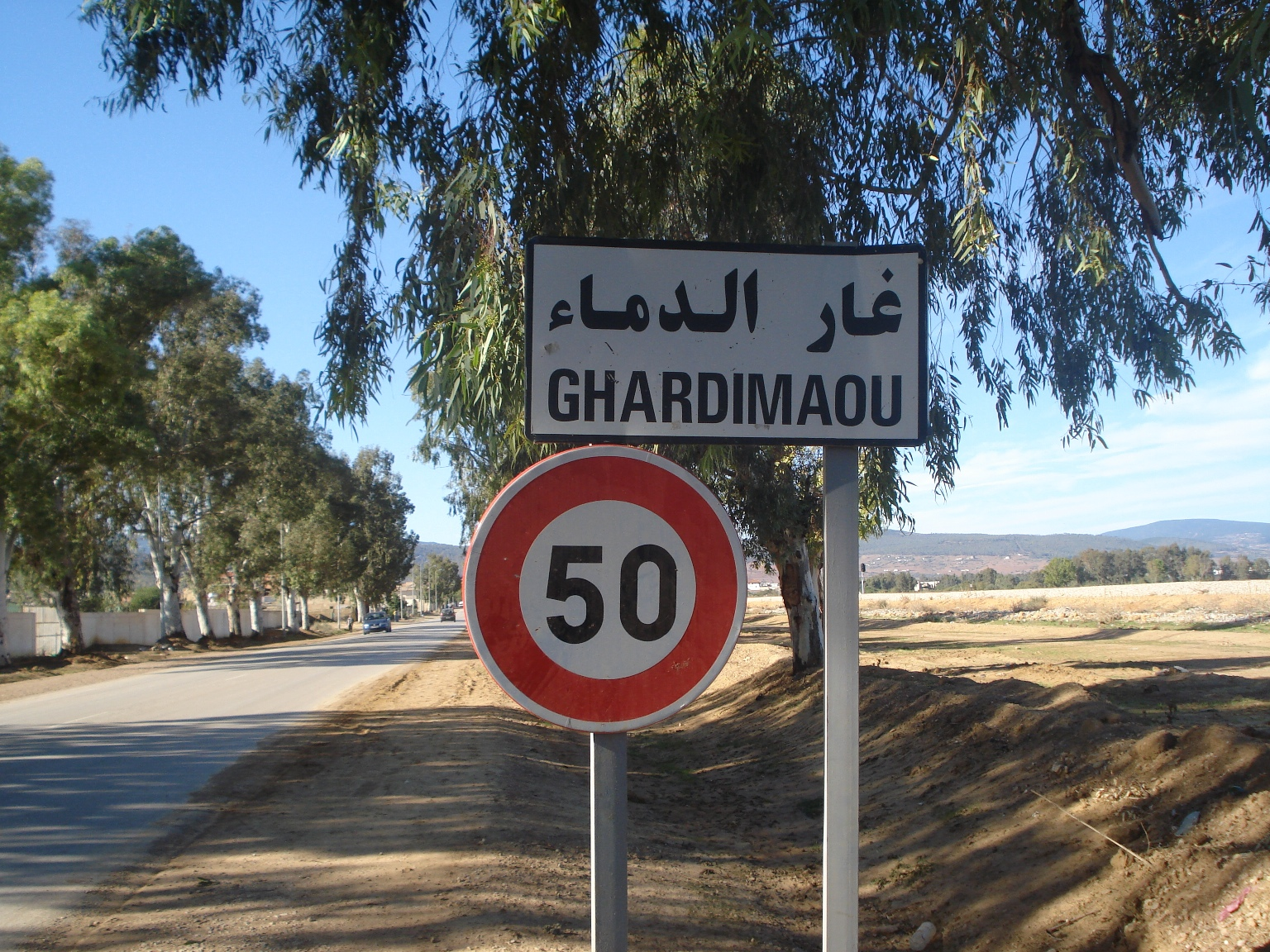
مدخل مدينة غار الدماء

غار الدماء هي مدينة تقع في أقصى شمال غرب تونس بالقرب من الحدود الجزائرية، وهي تتبع إداريًا ولاية جندوبة في إقليم الشمال الغربي. يوجد بها 19,574 نسمة حسب التعداد العام للسكان للبلاد التونسية لسنة 2014.[بحاجة لمصدر]

## أصل التسمية
غار الدّماء هي المدينة التي تمثل استمرارية لبلاريجيا وشمتو وتبرنق اختلف في أصل تسميتها، فالاسم المتداول اليوم بصفة رسمية «غارالدّماء»، منطق لفظي نسبه بعض الباحثين إلى بداية عهد الحماية الفرنسية، فهي تمثل نقطة عبور دولية وبها محطة رئيسية للسكك الحديدية «الجزائر- تونس» نسب الفرنسيون هذه المحطة (بالفرنسية: Gare، نقحرة: قار أو غار)‏ إلى أحد معمّريها (ماوو Maou) فطوعها الأهالي عند تداولهم التسمية إلى كلمة واحدة (بالفرنسية: Gare de Maou، نقحرة: غار دي ماو)‏.
وذهب البعض الآواخر إلى أن لفظ «غارالدّماء» يعود إلى فترة الحماية وما عرف عن أهالي المنطقة من رفض للانقياد ولضوابط الحماية أو مؤسسة الإيالة فكانت هناك خصومات تتحول أحيانا إلى سفك للدّماء فسمّيت بـ «غارالدّماء» كما أن للمدينة تسمية أخرى ولعلّها هي الأقرب إلى المدّ التاريخي، فالمدينة تمتدّ إلى وادي مليز وحكيم وسيدي مسكين وهو اسم نجده مضمّنا في مراسلات الباي وفي الوثائق الرسمية الفرنسية، هذه التسمية هي «الرّقبة» وسبب التسمية هو أن هذه المنطقة المذكورة واقعة على شريط من السهول ممتدة من بوسالم إلى جندوبة وتبدأ في الانحصار من سيدي مسكين وتتحول إلى شريط ضيق محاصر بالجبال من جهتين إلى الحدود الجزائرية فيصبح بذلك شكل المنطقة يشبه شكل رقبة الإنسان فسميت بـ «الرقبة».

## الموقع
تقع مدينة غارالدماء إلى الغرب من مدينة جندوبة على بعد 11 كلم من الحدود الجزائرية وتقع على سهل انخسافي بين مرتفعين هما جبال خمير من الشمال وجبال ورغة من الجنوب، ويتسم السهل الانخسافي بشكله الطولي ويمتد من غارالدماء إلى باجة بطول 70 كلم حتى ملتقى وادي باجة بوادي مجردة.
تعدّ غارالدماء قلعة من قلاع النّضال من أجل هذا الوطن العزيز وليست أحداث 9 أبريل 1938 وهي امتداد إلى أحداث 4 أبريل بوادي مليز أو شهداء معركة الجلاء ببنزرت إلا لبنة من لبنات النضال المشهود له لأبناء هذه الجهة. فحسّها الوطني وعمقها النضالي جعل منها مركزا للنضال إذ كانت مقرّ قيادة لجبهة التحرير الجزائري أثناء حرب التحرير الجزائرية أهّلها لتحتضن بداية من فيفري 2005 'متحف الذاكرة التونسية الجزائرية المشتركة'.

### جغرافية المدينة
تشكّل جبال جهة غارالدماء القسم الأكثر ارتفاعا ضمن سلسلة جبال خمير إذ تمثّل قمّة جبل الغرّة المقدّرة ب1203م أعلى نقطة ارتفاع بالسلسلة المذكورة وتتّسم مرتفعات الجهة بشكل عامّ بوفرة مخزونها المائي وتنوّع غطائها النباتي (الزّان-الفرنان-الصنوبر الحلبي...)وكنتيجة حتميّة لتزاوج عناصر الوسط الطبيعي من مناخ رطب وكساء غابي هامّ وثروة حيوانيّة نادرة (أيل الأطلس...) فإنّ الجهة تحتضن منذ سنة 1990 واحدة من أجمل المحميات الطبيعية
و أهمّها بالبلاد التونسيّة وهي 'الحديقة الوطنية بالفايجة' التي تمتد على مساحة تقارب 2632 هكتارا والواقعة على مسافة 17 كلم إلى الغرب من مدينة غارالدماء و195 كلم عن مدينة تونس العاصمة.

## أشهر وأجمل قرى معتمدية غار الدماء

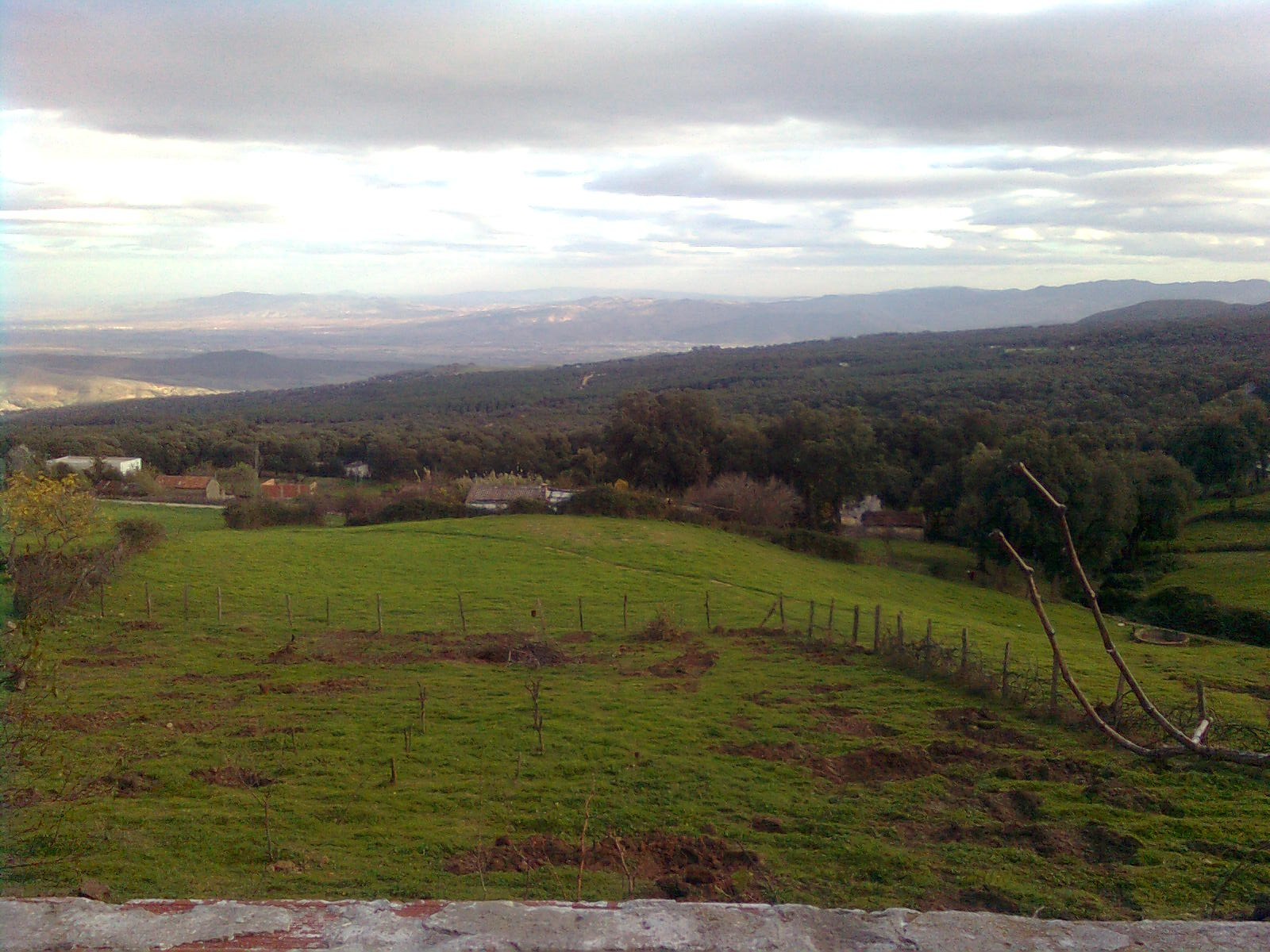
قبر زهير، شرق عين سلطان

عِين سُلْطَان قرية تونسية تقع بولاية جندوبة، قرب الحدود التونسية الجزائرية، شمال غرب مدينة غار الدماء. يوجد بعين سلطان مركزا للتربصات والاصطياف تابعاً لوزارة الشباب والرياضة وتأتيه من فترة لأخرى أفواج من الشباب وخاصة تلك التابعة للكشافة التونسية لقضاء العطلة الصيفية. في واقع الأمر يعود تاريخ الاصطياف والتخييم في عين سلطان إلى الفترة الاستعمارية حيث كانت عين سلطان تعتبر مركزا وطنيا للتخييم بالنسبة للفرنسيين. وتوجد إلى حد الآن آثار لمسبح وحمامات ومواقع للتخييم في القرية. مؤخرا انطلقت أشغال لإنجاز مشروع مركب وطني للتدريب لفائدة الفرق الرياضية المختلفة شبيه بذلك الموجود بعين دراهم. هذا المشروع سيمثل نقلة نوعية في تاريخ القرية وسيعيد إليها شهرتها السابقة.
الطقس في عين سلطان يمتاز ببرودته الشديدة في فصل الشتاء وحرارته المعتدلة عموما في فصل الصيف. تتجاوز معدلات تساقط الأمطار الألف ملي متر في السنة وتنزل الثلوج في بعض الأحيان في فصل الشتاء متجاوزة في سمكها في بعض الحالات نصف المتر. تشتهر القرية بعذوبته مياهها ويرجع البعض تسمية القرية إلى عين طبيعية عذبة جدا تسمى «عين سلطان» توجد بالقرب من مركز الغابات التابع لوزارة الفلاحة.
ومن أهم وأشهر القرى هي قرية فرقصان وهي تقع في الشمال الشرقي لغار الدماء وتعتبر من أجمل القرى حيث توجد فيها غابات من الصنوبر الحلبي وغابات من الفرنان وغابات زياتين التي تعود إلى الرومان كما يوجد بها العديد من العيون الطبعية مثل عين جابر وهي تسمية العين وتسمية المدرسة الابتدائية وغير بعيدة عنها عين مزارة وعين بالحيسوس وغيرها من العيون إضافة لذلك توجد بها بركة للسباحة وهي من أشهر الاماكن حيث يَفد إليها السياح من جميع الولايات وتقع في منطقة صغيرة في فرقصان تدعى النمرة كما تتميز فرقصان بكونها واحدة من بين المناطق المهمة في التاريخ حيث سميت بهنشير فرقصان ويعود ذلك للأرض الخصبة الصالحة للزراعة فيها حيث يعتقد أن الأراضي قد أستُغِلت من طرف الرومان والقرى الأمازغية التي عاشت في فرقصان ثم أستُغِلت من طرف الحماية الفرنسية كما أن فرقصان لعبت دورا هاما في ثورة التحرير الجزائرية حيث كانت مركزاً لإقامة اللاجئين من الأشقاء الجزائريين. إنّ فرقصان تعتبر واحدة من أكبر العمدات مساحة وتنوعا من حيث المشاهد الطبيعية ويوجد بفرقصان جبال كثيرة يمكن استغلالها للسياحة.
1 الحيوانات الموجودة: الذئب الخنزير الوحشي الثعلب الزاردة النمس الأرنب، أما بالنسبة لطيور ففرقصان مهمة جدا بالنسبة للباحثين عن الطيور فيوجد فيها: العوقاب الأبيض والعقاب الأسود الصقر الحمام الحجل السمان الغراب الطوطو وبومزين الطائر المهدد بالانقراض اما بالنسبة لزواحف: فيوجد فيها نسبة كبيرة من الافاعي السامة والثعابين شحمة الأرض والوزغة السلحفاة البرية وسلحفاة الغدير
2النباتات: الصنوبر والفرنان والزياتين والتين والتين الشوكي والرمان والسفرجل والزعرور والسرو والاكاسية والديس (شبيه بنبتة الحلفاء) بوحديد...
المناخ: تعتبر فرقصان منطقة معتدلة في الخريف باردة في الشتاء بفعل الكتل الهوائية الباردة القادمة من الغرة قرب الدود الجزائرية وعين سلطان وفي الربيع ترتفع درجة الحرارة ارتفاعا ملحوظ اما في فصل الصيف فتصل درجات الحراة إلى °45 وتصل حتى °46
كما أنها منطقة استراتيجية هامة حيث تصل غار دماء بالغرة وعمادة ورغش. كذلك يوجد بها الطريق الرابط بين الغرة وفرقصان حيث يمكن تحويلها مستقبلا إلى معبر حدودي كما أن فرقصان تتميز بقربها من غار الدماء قرابة النصف ساعة من السير بالسيارة.

## المواصلات
منطقة غار الدماء قريبة من نقطة عبور القطار الرابط بين تونس العاصمة والجزائر العاصمة.

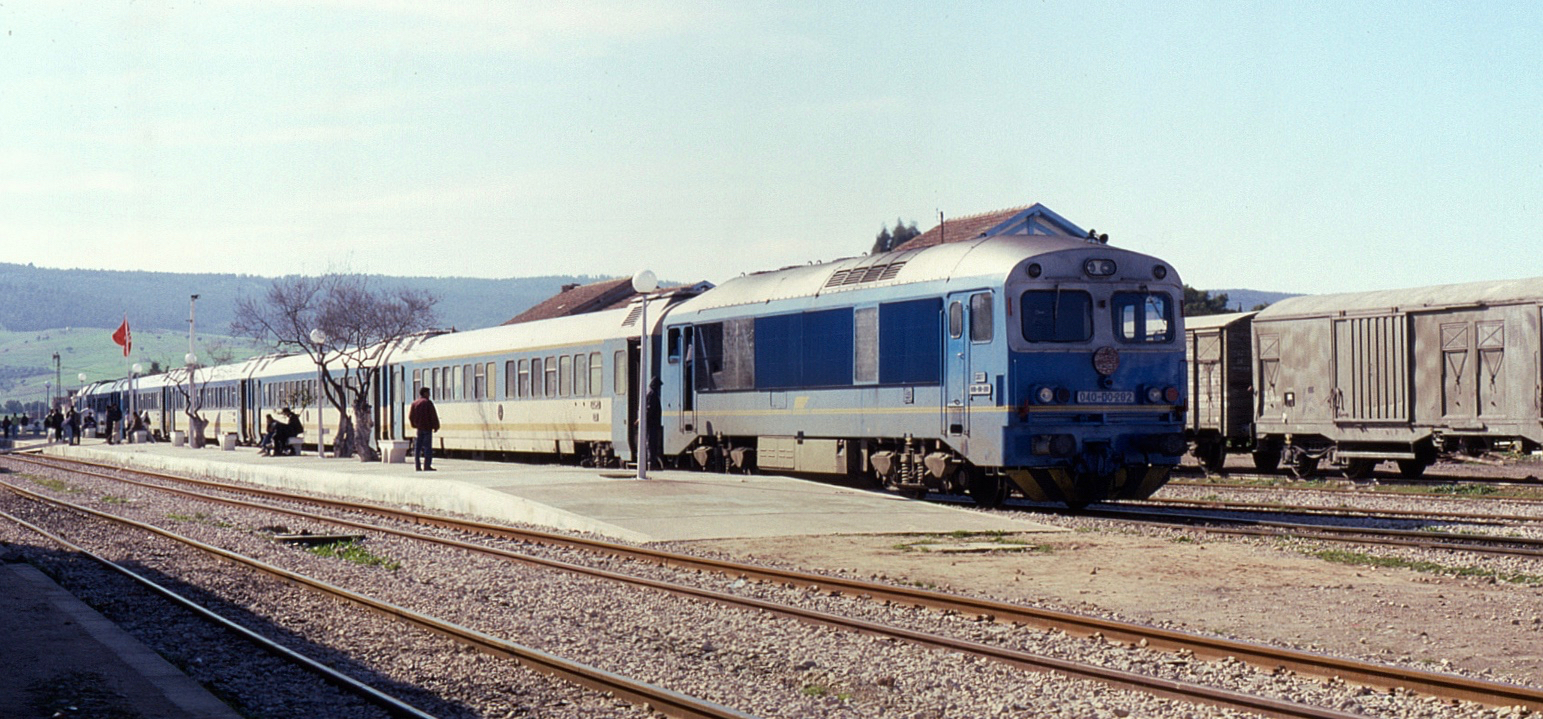
محطة القطار